# Општина Буку (Јаломица)
Буку (рум. Bucu) општина је у Румунији у округу Јаломица.
Oпштина се налази на надморској висини од 21 m.